# Municipio de Danley
El municipio de Danley (en inglés: Danley Township) es un municipio ubicado en el condado de Faulkner en el estado estadounidense de Arkansas. En el año 2010 tenía una población de 4694 habitantes y una densidad poblacional de 36,31 personas por km².

## Geografía
El municipio de Danley se encuentra ubicado en las coordenadas 34°57′28″N 92°23′47″O / 34.95778, -92.39639. Según la Oficina del Censo de los Estados Unidos, el municipio tiene una superficie total de 129.27 km², de la cual 113,58 km² corresponden a tierra firme y (12,14 %) 15,69 km² es agua.

## Demografía
Según el censo de 2010, había 4694 personas residiendo en el municipio de Danley. La densidad de población era de 36,31 hab./km². De los 4694 habitantes, el municipio de Danley estaba compuesto por el 88,39 % blancos, el 8,44 % eran afroamericanos, el 0,55 % eran amerindios, el 0,23 % eran asiáticos, el 0,55 % eran de otras razas y el 1,83 % eran de una mezcla de razas. Del total de la población el 1,92 % eran hispanos o latinos de cualquier raza.